# Слабинска кила
Слабинска или лумбална кила је померање интраперитонеалног или екстраперитонеалног садржаја (као дела трбушних органа) кроз дорзални слабински зид. Обично укључује избочење црева и може бити асимптоматско. Међутим  ова кила постаје проблематична када дође до опструкције органа што доводи до исхемије и некрозе. Најчешћи симптом је слабински (лумбални) бол и оток, а када се јаве проблеми са циркулацијом крви или настане перфорација шупљих органа, тада се слабинска кила мора одмах лечити хируршки.

## Епидемиологија
Слабинска или лумбална кила најчешћа је код пацијената старости између 50 и 70 година са превагом мушкараца. 1 

## Етиологија
Постоје три широке етиологије за слабинске или лумбалне киле, а то су:
Урођене или конгениталне слабинске киле
- јављају у око 20% случајева,
- откривају се у детињству и настају због дефеката у мишићно-скелетном систему
- могу бити повезана са другим урођеним малформацијама.

Примарно стечене слабинска киле
- јавља се у око 55% случајева,
- настаје спонтано, без узрочног фактора као што је операција, инфекција или траума
- фактори ризика укључују старост, екстремне телесне навике, брз губитак телесне тежине, хроничне болести, мишићну атрофију, хронични бронхитис, инфекцију ране, постоперативну сепсу и напорну физичку активност

Секундарно стечене слабинске киле
- јавља се у око 25% случајева,
- може бити узроковано тупином, продором или дробљењем прелома  илијачног гребене, хируршке лезије; апсцеса јетре, инфекције карличних костију, ребара или лумбодорзалне фасције или инфицираним ретроперитонеалним хематомом.

## Патологија
Слабинске или лумбалне киле настају услед дефекта лумбалних мишића или слабљења задње лимбалне фасције, испод 12. ребра  и изнад илијачног гребена.Слабљење лумбалне фасције која садржи органе може бити узроковано повећаним интраабдоминалним притиском као последица утицаја:
- генетских или урођених фактора (у интраутерином развоју),
- физичке трауме (ударац),[4]
- апсцеса (накупљања течности или гноја)
- операције у слабинском делу.   У нормалним анатомским односима, отвор Петитовог троугла покривена је тетивом попречног трбушног мишића, а услов настанка киле у овом подручју је постојање мањег урођеног или стеченог дефект ткива наведених мишића или апонеуроза. Килни садржај левостраних слабинских (лумбалних) кила може бити десцендентно дебело црево, а ако се кила открије на десној страни тела килни садржај је узлазно дебело црево, слепо црево или танко црево.

| Врста                                | Карактеристике |
| ------------------------------------ | --- |
| Доња слабинска или Петитова кила     | Настаје када црево пролази кроз Петиов троугао (лат trigonum lumbale inferior), који се налази између већег косог трбушног мишића, илијачног гребене и леђног мишића. Названа је тако по француском хирургу Jeanu Louisu Petitu (1674 – 1750). |
| Горња слабинска или Гринфелтова кила | Настаје на прелазу Гринфелтовог троугла, испод последњег ребра, између мањих косих и кичмених мишића. Чешће се јавља од Петитове киле. |
| Рихтерова кила                       | Код ове кила црево пролази кроз бочном зид трбуха Може укључивати зачепљење црева, перфорацију и недостатак крви (исхемију) без изазивања опструкције црева или било ког од њених знакова упозорења.                                           |
| Спигелова кила                       | Ову килу која је резултат дефекта трбушног зида, карактерише пролазак црева кроз спигелијанову апонеурозу, између семилунарне линије (прелаз од мишића до апонеурозе у попречном трбушном мишићу) и бочне границе мишића рецтус абдоминис.     |

## Клиничка слика
Код ових кила пацијенти се обично  жале на нелагодност и бол локализован у слабинској регији.   

## Дијагноза
Дијагноза је клиничка. У случају сумње, може се идентификовати помоћу компјутерске томографије или ултразвука.

## Терапија
Лечење је потребно само за оне киле које праве тегобе или код акутних стања ако дође до њиховог укљештења.  Лечење је хируршко, а заснива се на зашању малих отворе за киле. За веће отворе користе се синтетички материјала, на пример мрежица која се не ресорбује.
Минимално инвазивне (лапароскопске) операције су најбоља опција у благим или умереним случајевима, јер смањују ризик од инфекција, пружају бољи опоравак и остављају мањи постоперативни ожиљак. Обимније операције требало би да буду ограничене на поновне појаве и тешке случајеве слебинске киле. С обзиром да 20%  кила инкарцерира, пацијентима се саветује, уколико се кила на време открије, да приступе елективном хируршком захвату.